# Eduardo Endériz
Eduardo Bibiano Endériz Artajona Satrústegui, né le 28 juillet 1940 à Montevideo (Uruguay) et mort le 24 août 1999 à Valladolid (Castille-et-León, Espagne), est un footballeur uruguayen nationalisé espagnol. Il jouait au poste de milieu de terrain et effectue toute sa carrière en Espagne.

## Carrière
Eduardo Endériz commence sa carrière de joueur en Espagne avec le Real Valladolid en 1959. Il reste à Valladolid jusqu'en 1963. Il part ensuite jouer au Real Saragosse jusqu'en 1966. Avec Saragosse, il gagne deux Coupes d'Espagne et la Coupe des villes de foire.
En 1966, Endériz est recruté par le FC Barcelone où il ne reste qu'une saison. Puis en 1967, il rejoint le Séville FC. Il retourne ensuite au Real Valladolid en 1969. 
Il met un terme à sa carrière de joueur en 1973. Au total, il dispute 184 matchs dans les divisions professionnelles espagnoles, inscrivant 41 buts.

## Palmarès
Avec le Real Saragosse :
- Vainqueur de la Coupe d'Espagne en 1964 et 1966
- Vainqueur de la Coupe des villes de foires en 1964

Avec le FC Barcelone : 
- Vainqueur de la Coupe d'Espagne en 1968